# Marie Vágnerová
Marie Vágnerová (* 16. června 1946 Čáslav) je klinická psycholožka, genetička, vysokoškolská pedagožka a autorka řady psychologických učebnic, při jejichž psaní užívá jak poznatků z psychologie, tak i z genetiky. Její učebnice jsou tak prostoupeny řadou neuropsychologických poznatků a souvislostí mezi hereditou a psychickými fenomény.
Vágnerová si zakládá na svém interdisciplinárním přístupu (integraci poznatků z genetiky, neurologie, psychologie a speciální pedagogiky) a stojí v opozici vůči příliš úzké specializaci bez zasazování konkrétních jevů do širšího kontextu. Ve svém profesním životě tento přístup sama aplikuje a mezi praxí a teorií si vytvořila silný reciproční vztah.
Její profesní zaměření je vskutku široké – zabývá se nejrůznějšími tématy psychologie handicapu, vývojové psychologie, obecné psychologie, školní psychologie, klinické psychologie, psychologie osobnosti, psychopatologie, psychodiagnostiky, speciální pedagogiky, neurofyziologie a genetiky. Věnuje se takovým problematikám jako například zraková a tělesná postižení dětí, ADHD, bezdomovectví a další.

## Kariéra
První kariérní kroky Marie Vágnerové vůbec nevedly na dráhu klinické psycholožky. Vágnerová se nejprve neúspěšně ucházela o studium na Právnické fakultě Univerzity Karlovy v Praze. Následně studovala sociálně-právní nástavbu, která ji však vůbec nenaplňovala. V rámci ní se však dostala na exkurzi na oddělení dětské psychiatrie v Dittrichově ulici, kde se nadchnula pro tento typ práce. Na tomto samém pracovišti ji Zdeněk Matějček umožnil docházet na praxe. Následovně byla roku 1965 na druhý pokus přijata na Katedru psychologie Filozofické fakulty Univerzity Karlovy v Praze a psychologii zde dostudovala již roku 1969 (z obav z uzavření vysokých škol po invazi vojsk Varšavské smlouvy do ČSSR roku 1968 studovala čtvrtý a pátý ročník zároveň). Ještě před Ruskou okupací ČSSR roku 1968 byla na zahraniční stáži v Holandsku. Poté se jí již nepodařilo za komunistického režimu vycestovat.
Opět díky Zdeňku Matějčkovi docházela na praxe do speciální školy pro děti se zbytky zraku, kde tyto hraniční děti byly vyučovány jak zrakově, tak hmatově (ve své době se jednalo o naprosto unikátní projekt). Na toto téma psala i svou diplomovou práci.
Po promoci začala pracovat jako klinická psycholožka v Oftalmopedickém ústavu FN v Motole, kde působila celých 20 let (od roku 1970 až do roku 1990).
Její akademická dráha však studiem psychologie neskončila. Vágnerová se chtěla ucházet o kandidaturu (dnes doktorské studium), ovšem studium jí bylo znemožněno kvůli „nedostatečné angažovanosti pro KSČ“. Ale protože ve svém vzdělávání chtěla pokračovat, přihlásila se na dálkové studium jednooborové biologie se zaměřením na genetiku na Přírodovědecké fakultě Univerzity Karlovy v Praze.
V rámci svého studia genetiky se zaměřila na genetiku očních vad. Svou diplomovou práci psala o genetice kongenitální katarakty (vrozený šedý zákal). Na Přírodovědecké fakultě jí již bylo umožněno ucházet se o kandidaturu. Svou kandidátskou práci psala o genetice zrakových vad a doktorát získala roku 1983. Roku 1989 se v genetice stala kandidátkou věd.
Vágnerová studiem těchto dvou zdánlivě vzdálených oborů – psychologie a genetiky – získala možnost unikátního náhledu na psychické fenomény. Od té doby se hrdě hlásí k neuropsychologii a vyzdvihuje genetické základy psychiky. Tento její střízlivý biologický redukcionismus řízený jejími poznatky nabytými letitou praxí provádí většinu jejích odborně-literárních počinů. Jak sama v souladu s neuropsychologickým paradigmatem říká: „Bez mozku by zkrátka žádná psychika nebyla.“
V průběhu studia genetiky vystudovala též postgraduální speciální pedagogiku na Pedagogické fakultě Univerzity Karlovy v Praze. Ke konci svého studia genetiky začala působit jako externí vysokoškolská pedagožka na Pedagogické fakultě Univerzity Karlovy v Praze, kde vyučovala studenty speciální pedagogiky.
Mezi lety 1989 a 1997 působila jako klinická psycholožka na anesteziologicko-resuscitačním oddělení Nemocnice Záchranné služby. Od roku 1990 působila jako interní vysokoškolská pedagožka na Pedagogické fakultě Univerzity Karlovy v Praze, a to až do roku 1995. Od tohoto roku až dodnes vyučuje na Husitské teologické fakultě Univerzity Karlovy v Praze, kde vyučuje předměty týkající se psychopatologie. Počínaje rokem 2001 začíná působit jako klinická psycholožka v Jedličkově ústavu pro děti s tělesným postižením, kde setrvala až do roku 2010. Jako výzkumná pracovnice působila v Psychiatrickém centru v Praze-Bohnicích, a to mezi lety 2003 až 2014. Ještě předtím patnáct let vedla semilongitudinální výzkum cca dvou tisíc rizikových dětí, které se narodili v Motolské porodnici.
Mezi všemi těmito pracovními posty od devadesátých let píše své učebnice. Jako hlavní důvod pro svou publikační činnost uvádí potěšení z kreativní tvorby a nedostatek kvalitní české psychologické literatury v době, kdy své učebnice začala psát. Svůj první odborný článek však publikovala mnohem dříve. Již ve třetím ročníku studia psychologie publikovala do časopisu Psychológia a patopsychológia dieťaťa (do kterého dodnes přispívá). Její první větší publikací byl článek na téma lehké mozkové dysfunkce (současnou terminologií ADHD), který vyšel v časopisu Dětská klinická psychologie.
Je také garantkou vzdělávacího programu APLA, členkou správní rady organizace Tyfloservis, o. p. s., členkou správní rady Nadačního fondu profesora Matějčka a roku 2008 byla oceněna Cenou rektora UK. Je čestnou členkou Českomoravské psychologické společnosti.